# San Pedro Atocpan
San Pedro Atocpan es una de las comunidades que conforman la alcaldía Milpa Alta de la Ciudad de México. Actualmente denominado barrio mágico. Es un lugar bastante conocido gracias a la preparación del mole, el cual emplea a cerca del 90% de la comunidad y produce casi toda la cantidad que es consumida en la Ciudad de México. A pesar de encontrarse en la Ciudad de México y ser la segunda delegación más grande, Milpa Alta es en su mayoría una zona rural. Únicamente 116,000 de los 8 millones de habitantes que residen en la Ciudad de México habitan esta delegación, y en 2005 solamente 8,997 personas vivían en San Pedro Atocpan.  El nombre "Atocpan" viene del Náhuatl y significa "sobre tierra fértil". La comunidad se ubica al noroeste de la delegación, en la carretera federal que conecta a Xochimilco, Ciudad de México y Oaxtepec, Morelos Tiene un territorio de 87.65 hectáreas, y se encuentra aproximadamente a 2,500 metros sobre el nivel del mar. El suelo en esta localidad es desigual pues se encuentra ubicado entre el volcán Cuauhtzin y la montaña Teuhtli.
Esta comunidad es considerada "Barrio mágico" de la ciudad desde 2011.

## Preparación del Mole

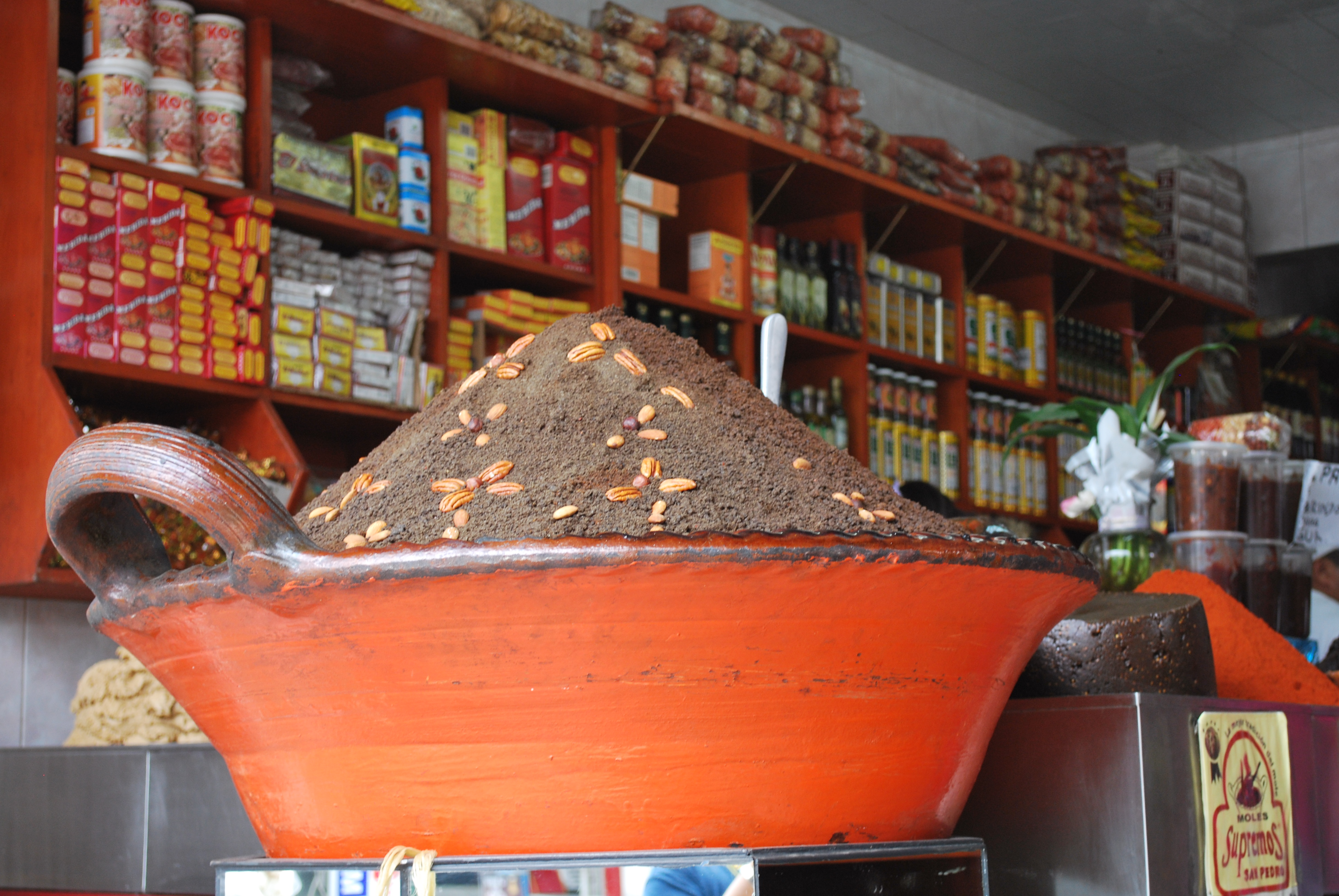
Mezcla de mole en venta

La comunidad es muy famosa por la preparación del mole, una salsa tradicional que presenta una gran variedad de sabores. El mole moderno se deriva de una preparación prehispánica  llamada "chilmulli", que en Náhuatl significa "Salsa de chile pimiento". Durante el periodo de la colonia esta salsa se modificó principalmente por la adición diversos ingredientes como: nueces, cacahuates, semillas de sésamo y diferentes especias como canela. Así mientras los sabores se multiplicaron y cambiaron, la consistencia de la salsa seguía siendo la misma.
Al menos 92% de la población de la comunidad se dedica a la venta o  preparación del mole Los moles de San Pedro Atocpan no se realizan en fábricas, sino en pequeños negocios familiares. Existen moles de diferentes sabores, olores, colores y texturas; sin embargo, la especialidad es el "mole almendrado", el cual fue inventado en esta localidad y se realiza con aproximadamente 26 y 28 ingredientes, siempre con una base de tres diferentes chiles: mulato, pasilla y ancho. La receta se encuentra bien resguardada.  Muchos de estos pequeños negocios trabajan en colaboración para encontrar formas de comprar los más de veinte ingredientes que la mayoría de los moles requieren, por ejemplo adquirir chiles de Zacatecas, eliminando la necesidad de recurrir a algún intermediario. Cada familia en el pueblo cuenta con sus propias recetas de las diferentes variedades de mole.
Setenta años atrás, la vida en San Pedro Atocpan era igual a cualquier otra comunidad rural, sembrando maíz y frijoles. En ese tiempo únicamente cuatro vecindarios preparaban mole para las celebraciones del pueblo: Panchimalco, Ocotitla, Nuztla y Tula, pero generalmente las personas encargadas de su preparación eran las mujeres de las comunidades. En 1940, una familia tuvo la idea de hacer una larga caminata a la Ciudad de México con la finalidad de vender el mole en el mercado de La Merced. Tuvieron éxito, pero únicamente llevaron consigo dos kilos, ya que se preparaba a mano moliendo los ingredientes. Con la pavimentación de la autopista principal (ahora la autopista Ciudad de México-Oaxtepec) y el montaje de la instalación eléctrica en 1947, se hizo más fácil el hacer y transportar el mole a la ciudad. Desde entonces, una salsa que tradicionalmente se realizaba únicamente entre familias, se convirtió en una tradición para el pueblo. La comunidad ahora produce 60% del mole hecho en México y 89% del mole consumido en la Ciudad de México, añadiendo a la producción  entre 28,000 y 30,000 toneladas de mole por año.

## Atracciones en la Comunidad

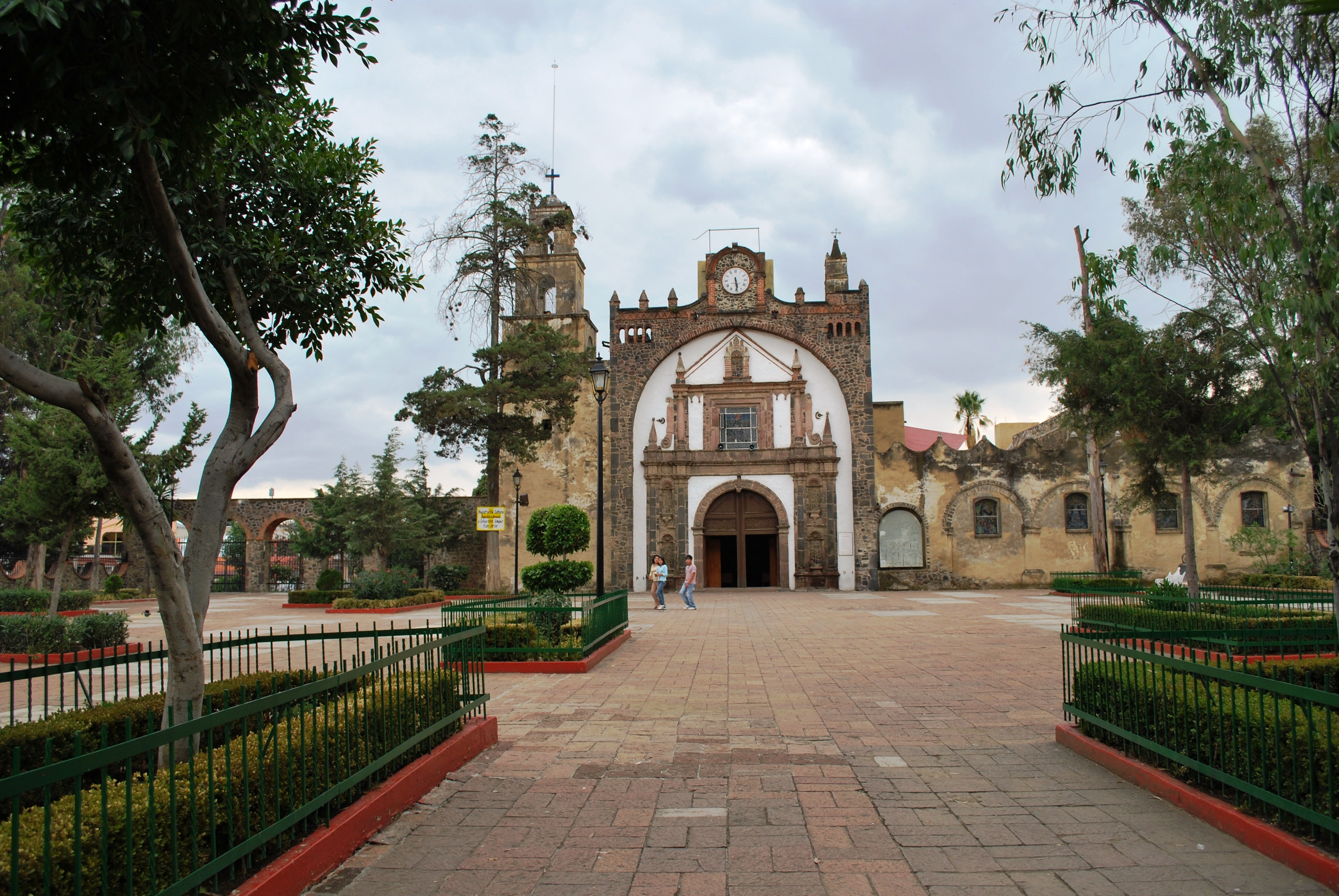
Parroquia de San Pedro

La comunidad tiene dos iglesias: la Parroquia de San Pedro Apóstol y la Iglesia del Señor de la Misericordia. La Parroquia de San Pedro Apóstol es una iglesia franciscana que fue inaugurada el 28 de agosto de 1680 y declarada monumento nacional en 1933. El patrón San Pedro es celebrado el 29 de junio cada año. La otra iglesia, Señor de las Misericordias es un edificio moderno, dedicado a una imagen de Cristo que es venerada en todo Milpa Alta. Esta iglesia realiza un festival a esta imagen durante el mes de mayo, lo cual atrae a gente de otras delegaciones de la ciudad así como de estados cercanos como Morelos y el Estado de México.

### Feria Nacional del Mole

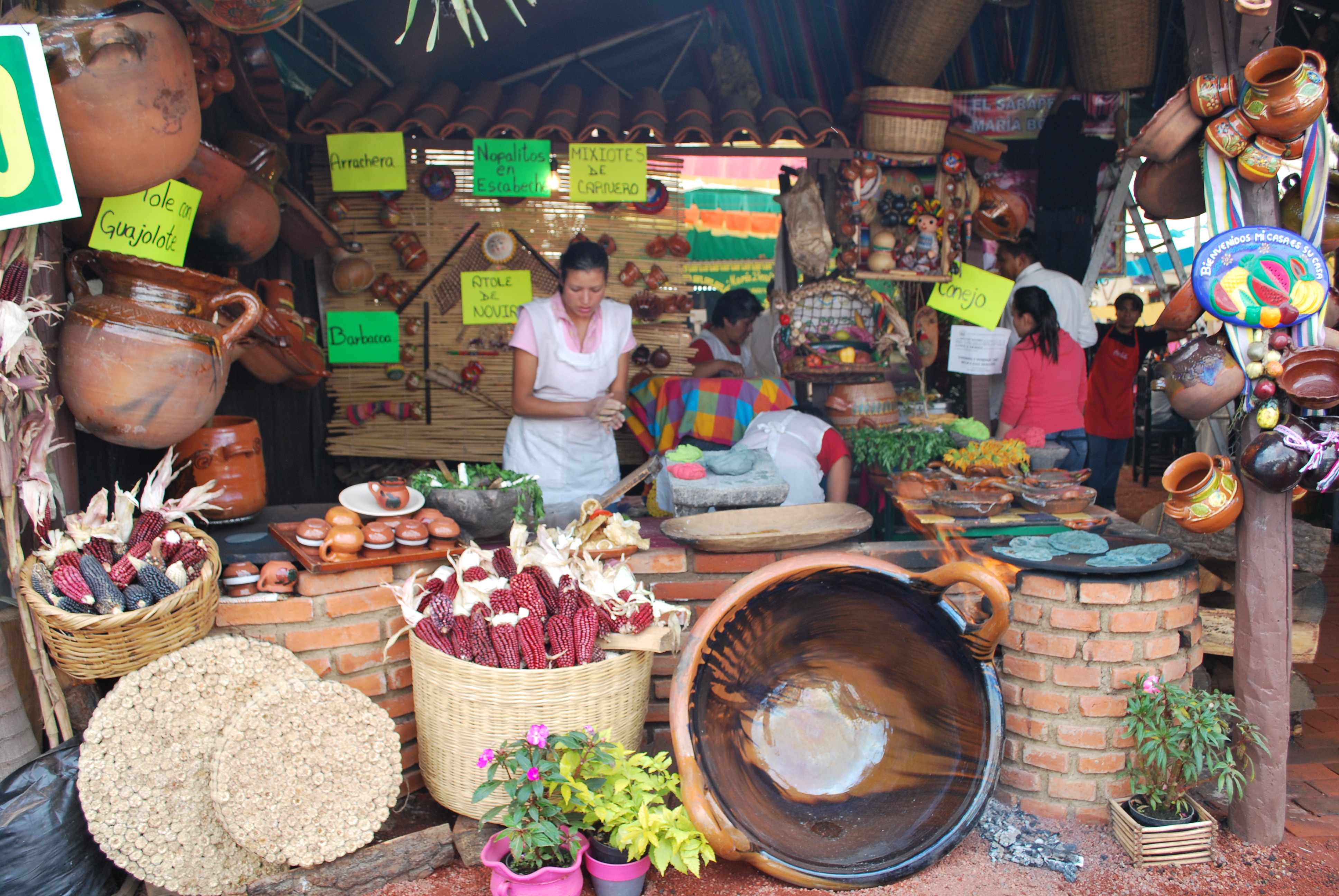
Mujer preparando tortillas en el festival del mole

La Feria Nacional del Mole se lleva a cabo en esta comunidad cada año en el mes de octubre. Esta empezó en 1977 por iniciativa del subdelegado Leonel Cordero Vega y restauranteros del pueblo, con la finalidad específica de promover el producto económico de la comunidad. El primer festival se realizó en el vecindario de  Yenhuitlalpan (ahora Plaza San Martín) con la participación de únicamente cuatro restaurantes. Este festival inicialmente se celebró en mayo y no en octubre, coincidiendo con el festival en honor al Señor de las Misericordias. Sin embargo, esto provocó problemas entre la gente pues a algunos no les gustaba la idea de aprovechar de una celebración religiosa y darle fines comerciales. Por ello, la celebración del festival del Mole se movió a octubre y desde entonces es así.  En el festival anual se puede encontrar arte, comida, música tradicional mexicana, juegos mecánicos y otras atracciones. Hoy en día, cerca de 2,600 personas participan activamente para llevar a cabo el evento y preparar alrededor de 400,000 platillos de diferentes moles como chuleta de puerco y conejo en adobo, pollo y pavo en mole almendrado y mole verde, pero el platillo más popular son las enchiladas, hechas con diferentes moles tradicionales 

### Atractivos y alrededores
1. Para hacer hambre, puedes comenzar con los sitios más importantes de Atocpan. La Plaza San Martín o principal no está precisamente en el centro de la población, sino que se localiza a un costado del camino que va a Milpa Alta. Es un espacio amplio con árboles, jardines y juegos para niños; su quiosco es de concreto.
2. Un poco escondido, en su costado sur se ubica el Templo de San Martín, bellamente adornado en su arco de acceso, en las pilastras que lo sostienen y en el friso, con caras de ángeles, rehiletes y elementos vegetales en relieve. Su portada está fechada en 1560 y sobre la cornisa destacan un par de águilas bicéfalas; cuenta con una torre sencilla y una espadaña sin campanas.  Alrededor de la plaza abren sus puertas varios restaurantes pequeños y comercios que vendenmole para llevar.
3. La imagen más venerada en Atocpan es la del Señor de las Misericordias. Para conocerlo hay que tomar, desde la plaza, la calle Tláloc y, al finalizar el primer tramo, caminar un largo pasillo que conduce a una escalera que te llevará hasta su Santuario de grandes proporciones, terminado en 1977. Una amplia nave muestra en los muros laterales coloridos vitrales; en el altar mayor se aprecia la fi gura de un Cristo negro hecho de caña de maíz en el siglo XVI. Según la tradición, se trata del Señor de las Misericordias. No dejes de ver la interesante panorámica de San Pedro desde la terraza de este lugar.
4. Otro sitio importante es la Parroquia y Ex Convento de San Pedro que data de 1680. Una plaza a desnivel antecede la entrada a su gran atrio. Al verla de frente, la fachada del templo llama la atención por sus cuatro nichos colocados entre esbeltas y sencillas columnas de piedra. En el arco de acceso apreciarás también caras de ángeles y otros elementos decorativos; al centro del arco, el escudo franciscano y sobre el friso el año de terminación de la portada: 1777. La ventana del coro, enmarcada en cantera, ostenta un vitral y encima de él un pequeño nicho de tabique y piedra. Todo esto se inscribe en un enorme arco de piedra de medio punto, sobre el cual se halla un reloj circular. En su interior destaca la decoración de las bóvedas de su única nave, en tonos azul y dorado; el altar principal muestra al patrono San Pedro dentro de un ciprés o baldaquino. Por su parte, lo que era la portería o entrada del convento fue aprovechada para establecer una capilla; su claustro es pequeño y la arquería de la planta alta es reducida en altura.
Después de disfrutar la arquitectura religiosa de Atocpan, prueba un buen mole en los restaurantes situados en torno a la plaza principal..
- Wikimedia Commons alberga una galería multimedia sobre San Pedro Atocpan.